# Ли Жофань
Ли Жофа́нь (кит. трад. 李若凡, пиньинь Lǐ Ruòfán; род. 30 апреля 1978, Чжэньцзян) — сингапурская, ранее китайская шахматистка, гроссмейстер среди женщин (2002), международный мастер среди мужчин (2009).

## Биография
С 1993 по 1997 год четыре раза представляла на Китай юношеских чемпионатах мира по шахматам в различных возрастных группах, где лучший результат показала в 1993 в Братиславе, когда в возрастной группе U16 поделила 3-4 место. В 2001 году одержала одну из самых значительных побед в своей шахматной карьере, победив в Ченнаи на индивидуальном чемпионате Азии по шахматам среди женщин. В 2002 году в Улан-Баторе завоевала победу на первенстве мира среди студенток, а затем в Хайдарабаде выступила в розыгрыше Кубка мира по шахматам, в котором в первом туре проиграла Хампи Конеру. В 2003 году заняла первое место на международном шахматном турнире в Куала-Лумпуре. В 2006 году в Уси победила на чемпионате Китая по шахматам среди женщин. В 2008 году была первой на международном женском шахматном турнире по круговой системе в Джакарте. 
Участвовала в женских чемпионатах мира по шахматам:
- В 2001 году в Москве в первом туре проиграла Анне Затонских[5];
- В 2012 году в Ханты-Мансийске в первом туре проиграла Ирине Круш[6].

Представляла Сингапур на двух шахматных олимпиадах (2012, 2016), притом в 2012 году выступала в мужской команде. Представляла Китай на командном чемпионате Азии по шахматам среди женщин в 1999 году и в командном зачете завоевала серебряную медаль.
Замужем за китайским гроссмейстером Чжан Чжуном.